# Perla Farías
Perla Farías Lombardini est productrice, scénariste, et cadre à Telemundo. Elle est la fille de l'actrice Gioia Lombardini, et du metteur en scène Daniel Farías.

## Séries TV
- Bajo el mismo cielo (telenovela) (2015)
- Reina de Cœurs (2014)
- Marido en Alquiler (2013)
- ¿Dónde está Elisa? (2010)
- Dame De Chocolat (2007)
- La Tormenta (2005)
- Corazon partido (2005)
- La Ley del silencio (2005)
- Ser bonita pas de basta (2005)
- ¡Anita, no te rajes!  (2004)
- Juana la virgen (2002)
- Mis 3 hermanas (2000)
- Cambio de piel (1998)
- Sol de tentation (1996)
- Divina obsesión (1992)
- Rubí rebelde (1989)